# Springfield Township (comté de York, Pennsylvanie)
Pour les articles homonymes, voir Springfield Township.
Springfield Township est un township du comté de York, en Pennsylvanie, aux États-Unis.